# San Cristóbal de Las Casas
San Cristóbal de Las Casas és un municipi a l'estat de Chiapas. És el cap de municipi i principal centre de població d'aquesta municipalitat. Es troba a la part sud de l'estat de Chiapas. Limita al nord amb el municipi de Teopisca, al sud amb Teopisca i Totolapa, a l'oest amb Zinacantán i a l'est amb Huixtán.
El seu nom fa referència a Bartolomé de las Casas que va ser el primer bisbe de Chiapas.